# Cristina Guarda
Cristina Guarda (ur. 3 marca 1990 w m. Cologna Veneta) – włoska polityczka i działaczka samorządowa, deputowana do Parlamentu Europejskiego X kadencji.

## Życiorys
Ukończyła szkołę średnią. Pracowała w różnych przedsiębiorstwach, zajęła się też własną działalnością w sektorze rolnym (w branży winiarskiej). Udzielała się w inicjatywach wspierających mikrokredyty dla małych i średnich przedsiębiorców. W 2015 i 2020 wybierana na radną regionu Wenecja Euganejska, w 2020 została również radną miejską w Lonigo. Dołączyła do ugrupowania Europa Verde. W 2024 z ramienia lewicowej koalicji AVS została posłanką do Europarlamentu X kadencji.